# Mike Morgan
Mike Morgan, all'anagrafe Michael Cantrel Morgan (Dallas, 16 gennaio 1988), è un ex giocatore di football americano statunitense che ha militato nel ruolo di linebacker per tutta la carriera con i Seattle Seahawks della National Football League (NFL). Al college ha giocato a football alla University of Southern California.

## Carriera

### Seattle Seahawks
Morgan non fu scelto nel Draft NFL 2011 ma successivamente firmò con i Seattle Seahawks. Fu tagliato il 3 settembre 2011 ma venne riassunto il giorno successivo per far parte della squadra di allenamento. Il 30 novembre fu promosso nel roster attivo della squadra e fece il suo debutto professionistico il 1º dicembre 2011 nella vittoria 31-14 contro i Philadelphia Eagles. Alla fine disputò tutte le ultime 5 gare della stagione, nessuna delle quali come titolare.
Nella stagione 2012, Morgan giocò tutte le sedici partite, inclusa la prima come titolare, mettendo a segno 19 tackle. Anche nella successiva scese sempre in campo, facendo registrare 11 tackle nella stagione in cui i Seahawks vinsero il Super Bowl XLVIII contro i Denver Broncos.
Nella settimana 6 della stagione 2014 contro i Dallas Cowboys, Morgan bloccò un punt degli avversari, ritornandolo per 25 yard in touchdown. La sua annata si chiuse disputando ancora tutte le 16 partite, con 10 tackle.
Nella settimana 6 della stagione 2015, Morgan mise a segno il primo sack in carriera ai danni di Cam Newton dei Carolina Panthers. La sua annata si chiuse con 17 tackle in 15 partite, di cui due come titolare.
Il 19 marzo 2016, Morgan firmò un nuovo contratto con i Seahawks. Il 3 ottobre dello stesso anno fu inserito in lista infortunati a causa di un'ernia. Tornò nel roster attivo il 3 dicembre 2016 prima della partita della settimana 13 contro i Panthers in, cui nella prima giocata difensiva della gara, fece registrare il primo intercetto in carriera ai danni di Derek Anderson, ritornandolo per 14 yard.

## Palmarès

### Franchigia
- Super Bowl : 1

Seattle Seahawks: Super Bowl XLVIII
- National Football Conference Championship: 2

Seattle Seahawks: 2013, 2014